# Royal Artillery Barracks

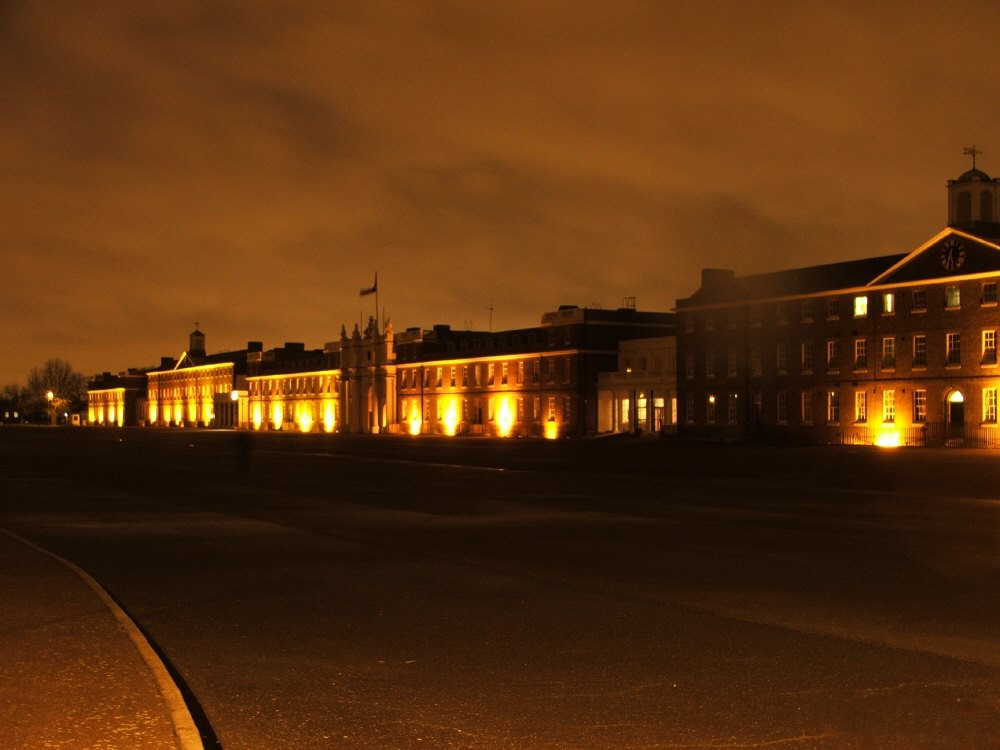
Complexul, după lăsarea întunericului

Royal Artillery Barracks (Cazarmele Artileriei Regale) este un complex formate din o serie de clădiri, înconjurate de către un parc, situat în Londra, la marginea cartierului Woolwich. Între anii 1802-2007 a fost sediul central al Artileriei Regale, una dintre cele mai importante componente din Armata Britanică.
Lucrările de construcție au început în anul 1776, într-o zonă în care existau deja numeroase instituții militare. Complexul de clădiri a fost inaugurat în anul 1802, iar pentru următorii 205 ani, a fost sediul central al Artileriei Regale. În 2007 s-a hotărât ca Regimentul 16 Artilerie regală să staționeze aici. De atunci, cazarmele sunt în proprietatea privată a Ministerului Apărării a Mării Britanii, dar nu s-a luat până în prezent o decizie concludentă asupra noului lor rol.
Pentru probele de tir cu arcul de la Jocurile Olimpice și Paralimpice de vară din 2012 s-a construit o clădire temporară în complex. Locul original de desfășurare al probelor a fost Centrul Național de Tir  din Bisley, Surrey, însă Comitetul Olimpic Internațional a fost rezervat în ceea ce privește numărul de locații de desfășurare al probelor din afara orașului-gazdă, Londra.